# Blyth Dry Docks & Shipbuilding Company

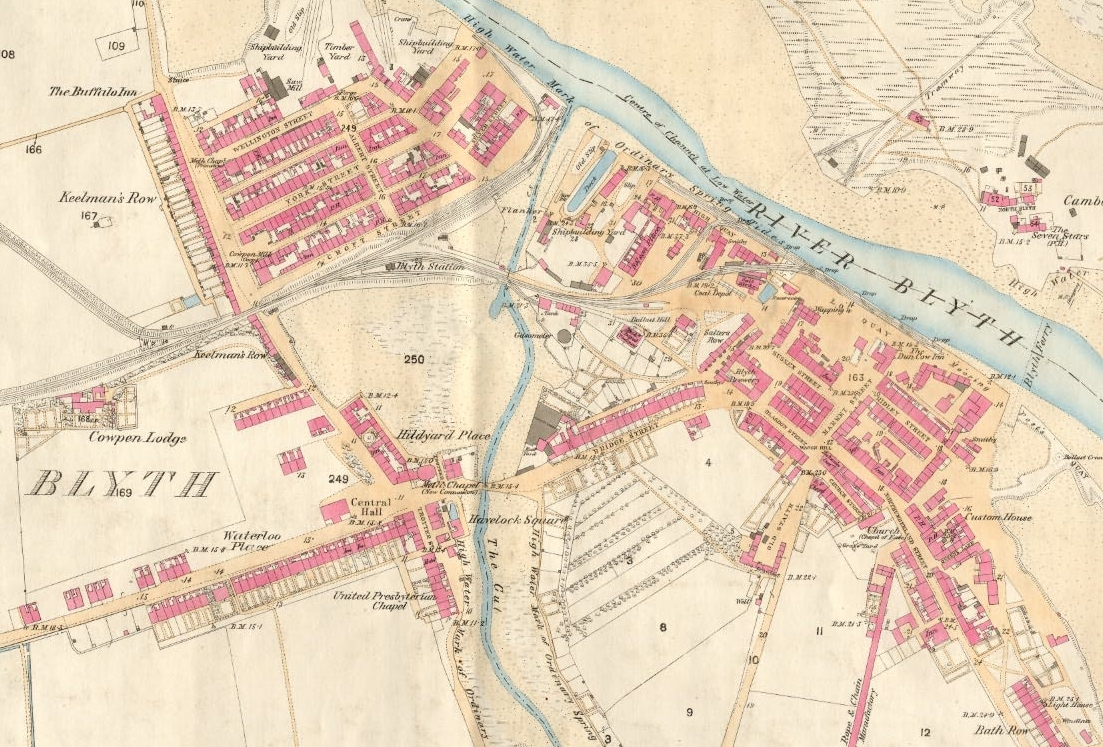
Lageplan von Blyth Dry Docks & Shipbuilding

Die Blyth Dry Docks & Shipbuilding Company war ein Schiffbauunternehmen in Blyth (Northumberland). Die Werft bestand von 1811 bis 1967 und baute außer einigen innovativen Schiffstypen auch das erste britische Flugzeugmutterschiff, die Ark Royal.

## Geschichte

### Anfänge
Der Schiffbau begann 1811 an einem Abschnitt des Südufers des Flusses Blyth, der heute Wimborne Quay genannt wird. Zunächst entstanden kleinere hölzerne Segelschiffe. In den 1840er Jahren erwarben Beaumont & Drummond die Werft, diese veräußerten 1863 das Unternehmen an Hodgson & Soulsby, welche zunächst mit dem Bau und der Reparatur hölzerner Schiffe fortfuhren. Für die russische Regierung bauten Hodgson & Soulsby im Jahr 1880 das erste eiserne Schiff in Blyth.

### Als Limited-Gesellschaft
Ab dem 2. März 1883 wurde das Unternehmen in eine Limited-Gesellschaft umgewandelt und firmierte danach als Blyth Shipbuilding & Dry Docks Co. Ltd. Mit dem Bau des fünften Schiffes baut die Werft eine Verbindung zur Reederei Stephens and Mawson in Newcastle auf, deren Seniorpartner Daniel Stephens erst Werftdirektor und später Vorsitzender des Schiffbauunternehmens in Blyth wurde. In den Jahren von 1896 bis zum Beginn des Ersten Weltkriegs baute die Werft 17 Linien- und Trampfrachter, sowie eine Reihe von Colliers. Bekannt wird dabei eine Reihe von sieben Schiffen des Archdecker-Typs. Das erste Schiff dieses Typs war die 1912 abgelieferte Sheaf Arrow der Reederei W.A.  Souter aus Newcastle. Die Archdecker werden nach den Entwürfen der Ingenieure Ayre und Maxwell Ballard gebaut. Die Besonderheit lag in einer bogenförmigen Ausgestaltung des Übergangs der Außenhaut in das Hauptdeck, welche eine erhöhte Längsfestigkeit gewährleistete und einen Laderaum ohne Stützen und störende Rahmeneinbauten ermöglichte.

### Erster Weltkrieg
Am 5. September 1914 lief das wohl bekannteste Schiff der Werft, das Flugzeugmutterschiff Ark Royal vom Stapel. Außer der Ark Royal baute die Werft während des Weltkriegs noch neun Trampschiffe und Colliers sowie sechs Sloops der Flower-Klasse und zehn antriebslose Landungsschiffe des Typs X-lighter für die Britische Admiralität.

### Zwischen den Kriegen
In den Jahren 1920 bis 1925 erstellte die Werft sieben Colliers, vier von ihnen waren corrugated, das heißt, sie waren mit zwei oder drei horizontalen Auswölbungen des Schiffsrumpfes versehen, die eine Verbesserung des Anströmverhaltens zum Propeller bewirkten und zu einer höheren Geschwindigkeit führten. Am 19. März 1925 starb Daniel Stephens im Alter von 80 Jahren. Die Werft meldete aufgrund mangelnder Aufträge Konkurs an und schloss ihre Pforten im darauffolgenden Mai 1925.
Im November 1926 erwarb Robert Stanley Dalgleish, ein Schiffseigner aus Newcastle, die Werft und benannte sie in Cowpen Dry Docks and Shipbuilding Company um. Er vereinigte die Werft mit Ritson's Shipbuilding and Engineering Company. Schon im Jahr 1930 schloss die Werft im Zuge der Schiffbaukrise erneut.

### Schiffbau für die Britische Admiralität

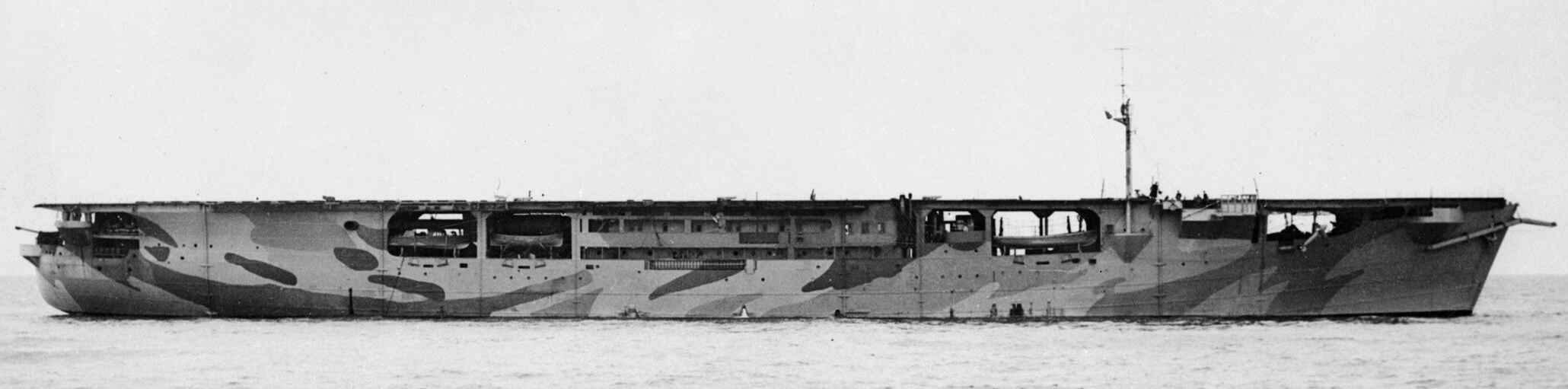
HMS Audacity

Im Sommer 1937 wurde die Werft als Blyth Dry Docks & Shipbuilding Company reaktiviert, um eine Anzahl von Schiffen im Auftrag der britischen Admiralität zu bauen. Es wurden fünf Fregatten der River-Klasse und zwei der Bay-Klasse, sowie zwei Korvetten der Flower-Klasse und sieben der Castle-Klasse gebaut. Dazu kamen noch zehn Minensucher der Bangor-Klasse und eine Klasse kleiner Flugzeugtransporter des Typs Blackburn. Auch wurde das deutsche Kombischiff Hannover dort zum Geleitträger Audacity umgebaut.

### Nachkriegszeit
1947 ging die Werft mit ihren vier Hellingen und fünf Trockendocks in das Eigentum der Mollers (Hong Kong) Ltd. über und begann mit dem Bau von turbinengetriebenen Linienfrachtern für die zu Moller's Shipping gehörende Reederei Lancashire Shipping Company. Ab 1949 folgten elf Tanker für verschiedene Eigner. Um größere Schiffe, insbesondere Tanker und Erzfrachter, bauen zu können, erweitert man die größte Neubauhelling 1954 auf etwa 180 Meter.
Nachdem man in den 1960er Jahren anfangs vier Küstendampfer für die Reedereien Stephenson Clarke und William Cory and Sons gebaut hatte, folgten ab 1966 einige Schaufel- und Hopperbagger, sowie drei Saugbagger. 1967 wurde die Werft endgültig geschlossen. Einige Firmen nutzten die Trockendocks für Schiffsreparaturen und -Verschrottung. Die Bauhellinge wurden abgebrochen um eine Papier- und Holzumschlaganlage des Port of Blyth darauf zu errichten.